# Special Olympics World Summer Games 1999
Die 10. Special Olympics World Summer Games fanden vom 26. Juni bis 4. Juli 1999 in Raleigh, Durham und Chapel Hill, North Carolina, USA, statt.

## Teilnehmer
Mehr als 7.000 Athleten aus 161 Delegationen (nach einer anderen Quelle: 147) gingen an den Start.
Das deutsche Team bestand aus 88 Athleten, das indische aus 80.
Folgende Delegationen, gruppiert nach Special-Olympics-Regionen, nahmen teil:
| Afrika (30 Delegationen) | Afrika (30 Delegationen) | Afrika (30 Delegationen) |
| --- | --- | --- |
| - Benin - Botswana - Burkina Faso - Kamerun - Tschad - Elfenbeinküste - Demokratische Republik Kongo - Republik Kongo - Eritrea - Gabun                                                                     | - Gambia - Ghana - Guinea - Kenia - Lesotho - Malawi - Mali - Mosambik - Mauritius - Niger | - Réunion - Senegal - Seychellen - Sierra Leone - Südafrika - Tansania - Togo - Uganda - Sambia - Simbabwe |
| Pazifisches Asien (16 Delegationen) | | |
| - Australien - Bangladesch - Volksrepublik China - Chinesisch Taipeh - Hongkong - Indien | - Indonesien - Japan - Südkorea - Macau - Nepal - Neuseeland | - Pakistan - Philippinen - Singapur - Thailand |
| Europa und Eurasien (52 Delegationen) | | |
| - Albanien - Andorra - Armenien - Aserbaidschan - Belarus - Belgien - Bosnien und Herzegowina - Bulgarien - Kroatien - Zypern - Tschechien - Dänemark - Estland - Färöer - Finnland - Frankreich - Georgien | - Deutschland - Gibraltar - Vereinigtes Königreich - Griechenland - Ungarn - Island - Irland - Isle of Man - Israel - Italien - Kasachstan - Kirgisistan - Lettland - Litauen - Luxemburg - Moldau - Monaco - Niederlande | - Norwegen - Österreich - Polen - Portugal - Rumänien - Russland - San Marino - Slowakei - Slowenien - Spanien - Schweden - Schweiz - Tadschikistan - Türkei - Turkmenistan - Ukraine - Usbekistan                  |
| Lateinamerika (18 Delegationen) | | |
| - Argentinien - Bolivien - Brasilien - Chile - Costa Rica - Kuba | - Dominikanische Republik - Ecuador - El Salvador - Guatemala - Honduras - Kolumbien | - Panama - Paraguay - Peru - Puerto Rico - Uruguay - Venezuela |
| Mittlerer Osten und Nordafrika (17 Delegationen) | | |
| - Algerien - Bahrain - Ägypten - Jordanien\| - Kuwait - Libanon | - Libyen - Marokko - Oman - Palästina - Katar | - Saudi-Arabien - Sudan - Syrien - Tunesien - Vereinigte Arabische Emirate - Jemen |
| Nordamerika (27 Delegationen) | | |
| - Samoa - Antigua und Barbuda - Aruba - Bahamas - Barbados - Belize - Bermuda - Bonaire - Kanada | - Cayman Islands - Curaçao - Dominica - Grenada - Guadeloupe - Guam - Guyana - Jamaika - Martinique | - Mexiko - St. Kitts und Nevis - St. Lucia - St. Vincent und die Grenadinen - Suriname - Trinidad und Tobago - Vereinigte Staaten - Verteidigungsministerium der Vereinigten Staaten - Amerikanische Jungferninseln |

## Sportarten

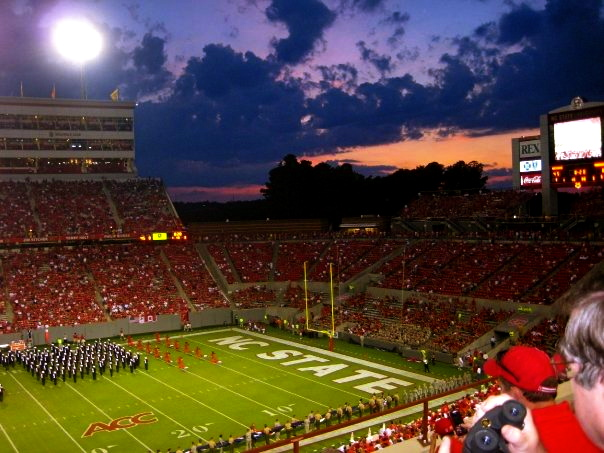
Das Carter-Finley Stadium in Raleigh, einer der Austragungsorte der Spiele

Die Wettkämpfe fanden in 19 Sportarten (nach einer anderen Quelle: 18) statt:
- Schwimmen (Special Olympics)
- Leichtathletik (Special Olympics)
- Basketball (Special Olympics)
- Badminton (Special Olympics)
- Boccia (Special Olympics)
- Bowling (Special Olympics)
- Radsport (Special Olympics)
- Reiten (Special Olympics)
- Fußball (Special Olympics)
- Golf (Special Olympics)
- Turnen (Special Olympics)
- Kraftdreikampf (Special Olympics)
- Roller Skating (Special Olympics)
- Segeln (Special Olympics)
- Softball
- Tischtennis (Special Olympics)
- Handball (Special Olympics)
- Tennis (Special Olympics)
- Volleyball (Special Olympics)

## Programm

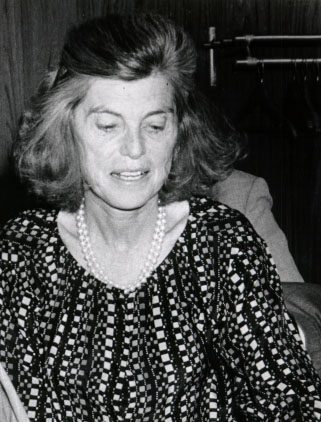
Eunice Kennedy-Schreiber, Gründerin von Special Olympics

Eunice Kennedy-Shriver, die Gründerin von Special Olympics, nahm an den Spielen teil.
Die Eröffnungsfeier fand im Carter-Finley Stadium in Raleigh statt. Es waren unter anderem Bill Clinton, Arnold Schwarzenegger und Bon Jovi anwesend.

## Kosten
Das Budget wurde mit 35,5 Millionen US-Dollar angegeben.